# Bernard de Sariac (évêque)
Ne doit pas être confondu avec Bernard de Sariac.
Bernard de Sariac  (mort au Château de Sariac le 12 octobre 1672) est un ecclésiastique qui fut évêque d'Aire de 1659 à 1672.

## Biographie
Bernard de Sariac issu d'une ancienne famille du Magnoac. Il est le fils d'Emery, seigneur de Sariac et comte de la Barthe et de Marie de Parrou de Bucquet. One ne sait rien de son éducation mais il obtient une licence de théologie à l'université de Toulouse en 1645 et devient maitre de la chapelle de Philippe d'Orléans. 
Il est également le neveu et homonyme de Bernard de Sariac à qui il succède en 1656 comme abbé commendataire de l'abbaye de l'Escaladieu sous le nom de « Bernard IX » Il est également abbé de Lieu-Dieu dans le diocèse d'Amiens. 
Maitre de l'oratoire et de la chapelle de Gaston de France, duc d'Orléans, il est nommé évêque d'Aire en 1659 et est consacré par Dominique de Vic, archevêque d'Auch. Son épiscopat est marqué par la volonté de restaurer le sentiment religieux dans le diocèse et de lutter contre les protestants notamment par la destruction de plusieurs temples à Buanes, Geaune et Labastide-d'Armagnac. Son épiscopat est aussi troublé par les révoltes contre la gabelle et leur répression. Il fait restaurer son château familial de Sariac où il meurt en revenant des États de Comminges le 12 octobre 1672. Il est inhumé dans l'église paroissiale. Son coeur sera inhumé le 20 octobre 1672 dans la cathédrale d'Aire.